# 義大利扁平細麵條
意大利扁平細麵條 （中文又稱義大利寬麵），是一種意大利面。在台灣也被稱為「小緞帶麵」。其外表看起來像緞帶，寬寬扁扁但又帶點厚度，由雞蛋和麵粉製成（通常每100克或3.5盎司麵粉用一個雞蛋）。烹飪時較適合濃稠的肉醬或是芝士調味。

## 詞源
Fettuccine 一詞來自義大利文 fettuccia（緞帶）。fettucce和fettuccelle通常被用作稱呼這種義大利麵，但前者更確切地指較寬的種類（約13毫米或1⁄2英寸），後者指代較窄（約3毫米或1⁄8英寸）的種類。

## 料理
奶油白醬寬版麵（Fettuccine Alfredo） 是一道經典的義大利麵，Alfredo 是以奶油和帕馬森乾酪所製成的白醬，因此中文稱為奶油白醬寬版麵。